# Banco Central de Cuba
El Banco Central de Cuba (BCC) es la entidad bancaria de Cuba. Fue creado el 28 de mayo de 1997 por el Consejo de Estado por medio del decreto ley n.º 172, con la finalidad de dividir las funciones desempeñadas hasta entonces por su antecesor, el Banco Nacional de Cuba.

## Historia
El Banco Nacional de Cuba fue creado en 1948 con capitales procedentes del Estado y del sector financiero cubano. Luego de ser reorganizado en 1961, 1966, 1975 y 1984, pasó a ser propiedad exclusiva del Estado. Con la creación del Banco Central de Cuba en 1997 como un banco estatal con autoridad monetaria y de cambio extranjero, el Banco Nacional de Cuba no desapareció, sino que cedió sus funciones como banco central al nuevo organismo, aunque conservó las funciones de un banco comercial. Desde su creación, el presidente del Banco Central de Cuba ha sido Francisco Soberón Valdés, quien es un miembro del Consejo de Ministros de Cuba y había sido hasta entonces presidente del Banco Nacional de Cuba.

## Funciones
Las atribuciones que posee el Banco Central de Cuba son las siguientes:
- Emitir la moneda nacional y velar por su estabilidad.
- Contribuir al equilibrio macroeconómico y al desarrollo ordenado de la economía.
- Custodiar las reservas internacionales del país.
- Proponer e implementar una política monetaria que permita alcanzar los objetivos económicos que el país se plantea.
- Asegurar el normal funcionamiento de los pagos internos y externos.
- Dictar normas de obligatorio cumplimiento.
- Ejercer las funciones relativas a la disciplina y supervisión de las instituciones financieras y las oficinas de representación que se autorice establecer en el país y cualquier otra que las leyes le encomienden.

Además, el Banco Central de Cuba está encargado de perfeccionar el sistema monetario, medir la actividad económica, estimular la eficacia de la economía en general y, en particular, la productividad del trabajo; normalizar las relaciones financieras externas del país (incluido el tema de la deuda externa) y apoyar las gestiones de crédito de las empresas cubanas y de los bancos integrantes del sistema financiero cubano.

## Presidentes
Presidentes del Banco Nacional de Cuba y del Banco Central de Cuba.
- Felipe Pazos, 1950 – abril 1952.[2]
- Joaquín Martínez Sáenz, abril de 1952 – enero de 1958.[3]
- Felipe Pazos, enero de 1959 – 26 de noviembre de 1959.[2]
- Ernesto "Che" Guevara, 26 de noviembre de 1959 – 1961.[4]
- Raúl Cepero Bonilla, 1961–1962.
- Orlando Pérez Rodríguez, 1962 – 1973.
- Raúl León, 1973 – 1985.
- Héctor Rodríguez Llompart, 1985 – 1995.
- Francisco Soberón Valdés, 1995 – 2009.
- Ernesto Medina Villaveirán, 2009 – 2017.
- Irma Margarita Martínez Castrillón , 2017 – 2020.
- Marta Sabina Wilson González , 2020-2023.[5]
- Joaquín Alonso Vázquez, 15 de febrero de 2023.[6]